# University of Essex
University of Essex eller Essex Universitet er et offentligt forskningsuniversitet i Essex, England. Det blev etableret i 1963, og de første studerende startede i 1965. I 1965 modtog det Royal Charter. Universitetets mtto er "Thought the harder, heart the keener", som kommer fra det angelsaksiske digt "The Battle of Maldon".
Essex Universitys største campus er Colchester Campus som ligger i Wivenhoe Park omkring 1,5 km fra Wivenhoe 3 km fra Colchester. Universitetet har også campus i Southend-on-Sea og dramaskolen East 15 Acting School ligger i Loughton Campus.
Universitetet har samarbejder med 18 instutitioner over hele verden. I Storbritannien inkluderer dette Kaplan Open Learning (der laver University of Essex Online), Tavistock and Portman NHS Foundation Trust og University of Essex International College. Internationale samarbejder inkluderer en franchiseaftale med Kaplan Singapore og flere aftaler med universiteter i Europa og Asien.
Essex University er rangeret mellem 251-300 i verden af Times Higher Education World University Rankings 2019, som nummer 22 på den britiske The Times/Sunday Times Good University Guide 2018 og som nummer 26 på den britiske The Complete University Guide 2019. Essex universitet blev udnævnt til University of the Year ved Times Higher Education Awards i november 2018. Research Excellence Framework (REF) rangerede i 2014 Essex University i top 20 blandt universiteter i Storbritannien baseret på kvaliteten af deres forskning, og i top 5 for samfundsvidenskab. Essex University er i top 50 for samfundsvidenskab og jura på Times Higher Education World University Rankings 2018.
Essex har produceret en mange notable alumner, der har gjort sig gældende inden for flere felter, heriblandt to nobelprismodtagere, prominente forskere, kunstnere og politikere. Derudover har to tidligere ansatte på universitetet også modtaget en nobelpris.